# Дванадцять обручів
«Дванадцять обручів» — четвертий роман українського письменника Юрія Андруховича. Вперше вийшов у видавництві «Критика» 2003 року. Чотири рази перевидавався українською в 2004, 2005, 2006 і 2013 роках.
За цей роман Юрій Андрухович у 2006 році став лауреатом Літературної премії Центральної Європи Angelus (пол. Dwanaście kręgów — перекладач Катажина Котинська).

## Назва
Назва твору походить від вірша Богдана-Ігоря Антонича «Елегія про ключі від кохання», де йдеться про «дванадцять обручів весни».
Дванадцять обручів - це етапи, які проходить в своєму розумінні дійсності одна з героїнь роману – Коломея. Автор пояснює кожен з них: «Перший обруч - це напевно… пояс невинності на дівчатах», «Другий - це напевно... такий танець, коли всі танцюють у колі. Ну там стелять хусточку на підлогу й усі з усіма цілуються»... «Дванадцятий обруч - це коло вічності, початок і кінець в одному. Альфа і Омега, всі ми і кожне з нас...».

## Сюжет
Історія компанії з восьми осіб, яка опинилася покинутою в гірському пансіонаті українських Карпат. Одному з героїв роману – Артурові Пепі – незнайомий власник фірми, для якої той  вигадував рекламні гасла, запропонував відвідати свій пансіонат на полонині Дзиндзул. Компанію доставили на гелікоптері до помешкання, в якому було все – і їжа, й розваги, і навіть прислуга, не з’являвся лише господар. Хто знав, що декілька днів у горах перетворяться на фатальну пригоду?
Серед сюжетних ліній також своєрідний любовний трикутник: стосунків австрійського фотографа Карла-Йозефа Цумбруннена та української перекладачки Роми Воронич, Артурової дружини. 

### Образ Богдана-Ігоря Антонича
Над історією тяжіє літературний авторитет - поет Богдан-Ігор Антонич (його творчості Юрій Андрухович присвятив свою кандидатську дисертацію). Слова поета взято епіграфом до твору:
Самотній друже, мов у ночі пояс,
ти в таємниці світу оповитий.
В цей вечір весняний ходи зі мною
в корчмі на місяці горілку пити.
Андрухович вплітає в текст роману слова і фрази Антонича, часто не беручи їх у лапки. Назва розділу "Карузо ночі" є образом Богдана-Ігоря Антонича.
Про життя Богдана-Ігоря Антонича йдеться у шостій главі. Як підкреслює Василь Кузан, незрозуміле для пересічного громадянина подвійне життя Богдана-Ігоря спонукало ввести цю незрозумілість у роман, але Андрухович підходить до цього не традиційно, не поясненням заплутаності і неоднозначності проявів характеру Антонича, а створенням відповідної атмосфери в самому романі. Так подвійність життя передається подвійним стандартом мови автора. Навіть в одному реченні йому вдається поєднати високопоетичні, образні, метафоричні фрази із словами буденними, ненормативними, а іноді навіть і цинічними. Саме щоб підкреслити цю неодномірність, він виділяє окремі слова чи словосполучення іншим шрифтом. Це механічний і досить таки штучний прийом. На його думку, головним героєм роману є саме Антонич.
Юрій Андрухович зображає Антонича в своєму романі «Дванадцять обручів», як антисоціальну особу: він п'є горілку, ходить по борделях та є коханцем дружини померлого брата своєї матері. Андрухович пише роман, базуючись на «спогадах Ярослава Курдидика». Насправді це вигадана письменником історія, яка не має жодного стосунку до Антонича, пояснює Микола Ільницький. Він вважає такий опис літературною провокацію з боку Андруховича з метою епатажу.
Ігор та Ірина Калинці виступили різко проти роману. Ігор Калинець наголосив, що постмодернізм перетворюється в аморальну течію, а саме проти цього боровся Антонич. Ільницкий пояснив таку реакцію тим, що Калинці сприйняли роман паплюженням людини, яка була абсолютно протилежною в житті. На його думку, виписаний в романі образ не сприяв популярності Антонича серед сучасної молоді, оскільки не готував до його реальної біографії й справжньої тематики творів поета. 
У 2016-му Юрій Андрухович знову повернувся до Богдана-Ігоря Антонича, створивши літературно-музичний проект «Антонич удома». Андрухович тоді зазначив, що поета не надто знають і розуміють українці. 
«Є набагато слабші поети за Антонича, яких українці вважають зрозумілими, своїми, кращими, близькими. Антонича важко читати напам’ять, є певні вірші, які навіть я не можу цитувати. Але Антонич такий поет, який вимагає включення дуже серйозних інтелектуальних ресурсів, а в нашій традиції цього немає, бо поезія або має розчулити до сліз, або не цікава», – зауважив Юрій Андрухович.

## Анотація роману
«Нового роману від Юрія Андруховича чекали вже давно, дехто навіть і чекати кинув. Утім, мабуть, ніхто не сподівався такого незвичного Андруховича — хіба тільки ті, хто усвідомлював, що виводити Андруховичеву прозу треба вже не так від бубабістської трилогії, як від «Центрально-східної ревізії» — строгого, піднесеного й скорботного роману, замаскованого під «есей».
Окремі фраґменти «Дванадцяти обручів», опубліковані в «Потязі» та «Критиці», тільки збивали з пантелику: лишаючи загальне враження невластивого Андруховичу письма, вони, водночас, були надто різними, аби через ці дві точки отак просто пройшла пряма уявлюваного роману. Тлумачити нову Андруховичеву прозу, здається, значно складніше, ніж старіші його ігрові та постмодерні твори. Вона виразно менш складна і складена, натомість прозоріша й самодостатніша, себто не настільки інтертекстуальна (хоча таки інтертекстуальна), не настільки філологічно залежна (хоча таки залежна), не настільки потребує продовження й доконання в лабиринті схолій і ґлос (хоча таки потребує).
Оповіддю тут керує не беззастережна логіка карнавалу, люба молодому й веселому «деміюргові», і не витончена логіка лінґвістики, звична вченому укладачеві антологій, а скептичний і парадоксально іронічний патос зрілого поета, мандрівника світами, розвідника потаємних надр Центральної і просто Європи, який прискіпливо ревізує самі підвалини і цілий фундаментальний лексикон колись баґательного і несуперечливого бубабістського парадизу. Із тієї тотальної ревізії якось непомітно та безпомильно висновується тотальна невідворотність смерти, прикрої, але, поза тим, не жахливої.
Для епікурейця Андруховича висновок не сказати б геть зовсім неочікуваний. Зрештою, щойно він закінчив пере(у)кладати свою антологію американської поезії, а хіба О'Гара чи Ешбері не саме цього (хоча не тільки цього) навчають? Ця проза смертна онтологія, власне, і є глибинним сюжетом оповіді, найголовнішим рушієм химерного наративу, і його головним героєм — поруч із іншими дійсними й удаваними постатями, отими зникомими Цумбрунненнами, Пепами, Антоничами, Орфеями — є така собі тлінна людина, певна людина, котра пише роман, подорожує потягом між Сучавою та Бухарестом, іде собі на південь і трохи на захід, аж раптом усвідомлює, що подорож ця — «ніщо інше, як епілог.
І тому цей потяг — центральноєвропейський, ці кукурудзяні та соняшникові поля за вікном — Румунія, ці сміттєзвалища навколо бетонних почвар — Циганія, а ця нескінченна гориста смуга на обрії — Карпати. Але хто в такому разі цей єдиний у всьому вагоні пасажир, цей я?».

## Цитати
«Усе, чого ми собі бажаємо, про що думаємо і чого сподіваємося, обов’язково з нами трапляється. Штука лише в тому, що завжди надто пізно і завжди якось не так. Отже, коли це постає перед нами, навіть не впізнаємо його в обличчя».
«Ніколи не приходьте туди, де ви одного разу вмирали».
«Коли після сексу буває розмова, то швидше за все буває й любов».
«Млявість письма найчастіше свідчить про почуттєве спустошення, а смерть обов’язково вдирається туди, де не вистачає любові».
«Про що могли розмовляти двоє людей, що прожили разом дванадцять років, увійшовши до лісу? Звісна справа, вони мовчали».
«Це дуже класні кобіти, — жартував один із кав'ярних знайомих Карла-Йозефа, зубний лікар, ім'я котрого тут не має значення. — Вони сексапільні, як повії, й нітрохи не зіпсовані фемінізмом».
«Поліційна держава — це там, де поліція рівною мірою всемогутня щодо чесних громадян і безсила щодо злочинців».